# ProA 2009/10
Die Saison 2009/10 ist die dritte Spielzeit der deutschen Basketball-Spielklasse ProA. Die ProA ist die erste Staffel der hierarchisch strukturierten 2. Basketball-Bundesliga. Die reguläre Saison begann am 25. September 2009 und endete am 24. April 2010.

## Modus
An der Liga nahmen 16 Mannschaften teil. Die beiden bestplatzierten Teams erwarben das sportliche Teilnahmerecht an der Basketball-Bundesliga (BBL). Die beiden schlechtesten Teams stiegen in die untere Staffel Pro B der zweiten Liga ab.

### Anforderungen
Die teilnehmenden Teams mussten einen Mindestetat von 400.000 Euro nachweisen und eine Spielstätte mit einer Kapazität für 1800 Zuschauern vorweisen. Nachdem zu wenig Bewerber vorhanden waren, die diese Bedingungen erfüllen konnten, wurde ein Punktesystem zur Vergabe der Lizenzen eingeführt.
Während des Spieles mussten pro Mannschaft immer zwei deutsche Spieler auf dem Spielfeld stehen, die deutschen Spieler waren mit einer deutschen Flagge auf den Trikots markiert.
Es konnten maximal 18 Spieler je Saison und Team eingesetzt werden. Davon mussten mindestens neun die deutsche Staatsangehörigkeit besitzen. Von den maximal zwölf je Spiel einsetzbaren Spielern mussten mindestens sechs Deutsche sein. Es gab Doppellizenzen für Spieler der Altersklasse U24 mit der Basketball-Bundesliga (BBL) und für U22-Spieler aus den Regionalligen (und darunter). Diese Spieler zählen nicht zu den 18 maximal einsetzbaren Spielern, wohl aber zur nationalen Quote (sofern sie deutsch sind).

## Saisonnotizen
- Die Kaiserslautern Braves hießen ab dieser Saison Saar-Pfalz Braves, nachdem sie bereits seit letzter Saison ihre Spiele überwiegend in Homburg austrugen.
- Schalke 04 Basketball verzichtete auf eine Lizenzierung und ließ sich in die Regionalliga West zurückstufen, während die Herzöge Wolfenbüttel aus der ProB auf ihr Aufstiegsrecht verzichteten.
- Durch den Verzicht der Köln 99ers auf eine BBL-Lizenz und Rückgabe der Erstliga-Lizenz durch die Giants Nördlingen gab es keinen sportlichen Absteiger aus der BBL 2008/09. Im Gegensatz zu den insolventen Kölnern spielten die Nördlinger aber in der ProA weiter.
- Die Aufsteiger aus der ProB waren: Merlins Crailsheim und durch Lizenzverzicht anderer Vereine UBC Hannover Tigers und der USC Freiburg.

## Saisonbestmarken
| Kriterium       | Wert | Spieler                      |
| --------------- | ---- | ---------------------------- |
| Punkte          | 50   | Walt Baxley (Saar-Pfalz)     |
| Rebounds        | 19   | Alonzo Hird (Langen)         |
| Dreier          | 8    | Jaivon Harris (Bayreuth)     |
| Zweier          | 13   | Alonzo Hird (Langen)         |
| Assists         | 15   | Achmadschah Zazai (Freiburg) |
| Ballgewinne     | 6    | Janis Heindel (Nördlingen)   |
| Geblockte Würfe | 6    | Edward Seward (Bayreuth)     |
| Effektivität    | 46   | Walt Baxley (Saar-Pfalz)     |

## Tabelle
|  | = Aufstiegsplätze |
|  | = Abstiegsplätze  |

| \| # \| Team \| Siege \| Niederlagen \| Punkte \| Körbe \| \| -- \| -------------------------- \| ----- \| ----------- \| ------ \| --------- \| \| 1 \| BBC Bayreuth \| 26 \| 4 \| 52:8 \| 2524:2195 \| \| 2 \| Cuxhaven BasCats \| 23 \| 7 \| 46:14 \| 2631:2412 \| \| 3 \| Saar-Pfalz Braves \| 22 \| 8 \| 44:16 \| 2616:2386 \| \| 4 \| Kirchheim Knights \| 19 \| 11 \| 38:22 \| 2524:2413 \| \| 5 \| BG Karlsruhe \| 19 \| 11 \| 38:22 \| 2537:2365 \| \| 6 \| Merlins Crailsheim2 \| 16 \| 14 \| 32:28 \| 2464:2480 \| \| 7 \| BV Chemnitz 99 \| 15 \| 15 \| 30:30 \| 2319:2319 \| \| 8 \| FC Bayern München \| 14 \| 16 \| 28:32 \| 2278:2394 \| \| 9 \| GiroLive-Ballers Osnabrück \| 14 \| 16 \| 28:32 \| 2559:2485 \| \| 10 \| Science City Jena \| 13 \| 17 \| 26:34 \| 2335:2407 \| \| 11 \| USC Heidelberg \| 13 \| 17 \| 26:34 \| 2652:2809 \| \| 12 \| UBC Hannover Tigers2 \| 12 \| 18 \| 24:36 \| 2566:2555 \| \| 13 \| USC Freiburg2 \| 11 \| 19 \| 22:38 \| 2160:2384 \| \| 14 \| ETB Wohnbau Baskets \| 10 \| 20 \| 20:40 \| 2333:2398 \| \| 15 \| TV 1862 Langen \| 8 \| 22 \| 16:44 \| 2338:2588 \| \| 16 \| Giants Nördlingen1 \| 7 \| 23 \| 14:46 \| 2174:2420 \| |                            |       |             |        |           |
| # | Team                       | Siege | Niederlagen | Punkte | Körbe     |
| 1 | BBC Bayreuth               | 26    | 4           | 52:8   | 2524:2195 |
| 2 | Cuxhaven BasCats           | 23    | 7           | 46:14  | 2631:2412 |
| 3 | Saar-Pfalz Braves          | 22    | 8           | 44:16  | 2616:2386 |
| 4 | Kirchheim Knights          | 19    | 11          | 38:22  | 2524:2413 |
| 5 | BG Karlsruhe               | 19    | 11          | 38:22  | 2537:2365 |
| 6 | Merlins Crailsheim2        | 16    | 14          | 32:28  | 2464:2480 |
| 7 | BV Chemnitz 99             | 15    | 15          | 30:30  | 2319:2319 |
| 8 | FC Bayern München          | 14    | 16          | 28:32  | 2278:2394 |
| 9 | GiroLive-Ballers Osnabrück | 14    | 16          | 28:32  | 2559:2485 |
| 10 | Science City Jena          | 13    | 17          | 26:34  | 2335:2407 |
| 11 | USC Heidelberg             | 13    | 17          | 26:34  | 2652:2809 |
| 12 | UBC Hannover Tigers2       | 12    | 18          | 24:36  | 2566:2555 |
| 13 | USC Freiburg2              | 11    | 19          | 22:38  | 2160:2384 |
| 14 | ETB Wohnbau Baskets        | 10    | 20          | 20:40  | 2333:2398 |
| 15 | TV 1862 Langen             | 8     | 22          | 16:44  | 2338:2588 |
| 16 | Giants Nördlingen1         | 7     | 23          | 14:46  | 2174:2420 |

1 Absteiger aus der Basketball-Bundesliga
2 Aufsteiger aus der Pro B

## Durchschnittliche Zuschauerzahlen
| Stadt          | Besucher | Kapazität | Auslastung | Vorjahr | Entwicklung |
| -------------- | -------- | --------- | ---------- | ------- | ----------- |
| Bayreuth       | 3.764    | 4.000     | 91,8 %     | 2.402   | +56,7 %     |
| Chemnitz       | 1.284    | 2.600     | 49,3 %     | 1.607   | −20,1 %     |
| Crailsheim     | 1.174    | 1.400     | 83,8 %     | 1.157   | +1,5 %      |
| Cuxhaven       | 1.137    | 1.250     | 90,96 %    | 1.092   | +4,1 %      |
| Essen          | 1.410    | 3.000     | 47,0 %     | 1.688   | −16,5 %     |
| Freiburg       | 450      | 2.300     | 19,6 %     | 563     | −20,1 %     |
| Hannover       | 1.616    | 5.000     | 32,3 %     | 1.068   | +51,3 %     |
| Heidelberg     | 763      | 1.800     | 42,4 %     | 720     | +5,9 %      |
| Homburg (Saar) | 980      | 3.000     | 32,6 %     | 727     | +34,8 %     |
| Jena           | 1.007    | 1.500     | 67,1 %     | 1.190   | −15,4 %     |
| Karlsruhe      | 1.703    | 4.750     | 35,8 %     | 1.323   | +28,7 %     |
| Kirchheim      | 1.083    | 1.200     | 90,3 %     | 1.073   | +1,0 %      |
| Langen         | 417      | 1.100     | 37,9 %     | 500     | −16,7 %     |
| München        | 907      | 1.500     | 60,5 %     | 880     | +2,7 %      |
| Nördlingen     | 1.117    | 3.000     | 37,2 %     | 2.260   | −50,6 %     |
| Osnabrück      | 1.170    | 1.800     | 65,0 %     | 1.004   | +20,4 %     |
| Gesamt         | 1.171    | 2.658     | 44,1 %     | 1.169   | +0,1 %      |

Höchste Zuschauerzahl bei einem Spiel: 3.725 (Bayreuth)

## Führende der Mannschaftsstatistiken
Defensiv beste Mannschaft: BBC Bayreuth (2195 Punkte, ⌀ 73,2 pro Spiel)

Defensiv schlechteste Mannschaft: USC Heidelberg (2809 Punkte, ⌀ 93,6 pro Spiel)
Offensiv beste Mannschaft: USC Heidelberg (2652 Punkte, ⌀ 88,4 pro Spiel)

Offensiv schlechteste Mannschaft: USC Freiburg (2160 Punkte, ⌀ 72,0 pro Spiel)

## Führende der Spielerstatistiken
| Kategorie                | Spieler           | Team       | Wert |
| ------------------------ | ----------------- | ---------- | ---- |
| Punkte pro Spiel         | Tyler Kepkay      | Essen      | 21,1 |
| Rebounds pro Spiel       | Alonzo Hird       | Langen     | 10,6 |
| Assists pro Spiel        | Whit Holcomb-Faye | Saar-Pfalz | 8,4  |
| Steals pro Spiel         | Achmadschah Zazai | Freiburg   | 2,4  |
| Blocks pro Spiel         | Anthony Slack     | Hannover   | 2,3  |
| Dreipunktewurf pro Spiel | Rouven Roessler   | Karlsruhe  | 3,0  |

## Ehrungen 2009/10

### Spieler des Monats
- Oktober: Rouven Roessler (SG, , BG Karlsruhe)
- November: Jibril Hodges (SG, , USC Heidelberg)
- Dezember: John Bynum (PG, , Merlins Crailsheim)
- Januar: Mark Dorris (PG, , Cuxhaven BasCats)
- Februar: Whit Holcomb-Faye (PG, , Saar-Pfalz Braves)
- März: Emmanuel Holloway  (PG, , UBC Hannover)

### Youngster des Monats
- Oktober:  Simon Schmitz (PG, , Science City Jena)
- November: Dima Rastatter (SF, , BV Chemnitz 99)
- Dezember: Philipp Heyden (C, , Kirchheim Knights)
- Januar: Kai Barth (PG, , TV Langen)
- Februar: Maik Zirbes (C, , Saar-Pfalz Braves)
- März: Dima Rastatter (SF, , BV Chemnitz 99)

### Awards 2010
- Spieler des Jahres: Jaivon Harris (SG, , BBC Bayreuth)
- Youngster des Jahres: Simon Schmitz (PG, , Science City Jena)
- Trainer des Jahres: Andreas Wagner (, BBC Bayreuth)
- Schiedsrichter des Jahres: Ronny Wegner (Leipzig)